# Occoneechee Speedway
De Occoneechee Speedway was een racecircuit met een onverhard wegdek gelegen nabij Hillsborough, North Carolina. Het was een ovaal circuit van 0,9 mijl of 1,5 km in lengte. Voorheen was het een renbaan voor paardenraces en vanaf 1954 staat het ook bekend als Orange Speedway.
Het circuit stond op de kalender van het allereerste NASCAR kampioenschap in 1949 en werd voor de laatste keer gebruikt in 1968 waarna het circuit gesloten werd. Recordhouders op het circuit zijn Buck Baker, Lee Petty en zijn zoon Richard Petty die allen drie keer wonnen op het circuit.
De races hadden meestal geen naam maar een volgnummer zoals dat gebruikelijk was in de beginjaren van de NASCAR, de eerste race van 1964 en de race van 1966 werden genoemd naar Joe Weatherly, de races van 1967 en 1968 die beide gewonnen werden door Richard Petty kregen de naam Hillsboro 150.

## Winnaars op het circuit
Winnaars op het circuit uit de Grand National Series.
| Jaar | Winnaar          | Auto       |
| ---- | ---------------- | ---------- |
| 1949 | Bob Flock        | Oldsmobile |
| 1950 | Fireball Roberts | Oldsmobile |
| 1950 | Lee Petty        | Plymouth   |
| 1951 | Fonty Flock      | Oldsmobile |
| 1951 | Herb Thomas      | Hudson     |
| 1952 | Tim Flock        | Hudson     |
| 1952 | Fonty Flock      | Oldsmobile |
| 1953 | Curtis Turner    | Oldsmobile |
| 1954 | Herb Thomas      | Hudson     |
| 1955 | Jim Paschal      | Oldsmobile |
| 1955 | Tim Flock        | Chrysler   |
| 1956 | Buck Baker       | Chrysler   |
| 1956 | Fireball Roberts | Ford       |
| 1957 | Buck Baker       | Chevrolet  |
| 1958 | Buck Baker       | Chevrolet  |
| 1958 | Joe Eubanks      | Pontiac    |
| 1959 | Curtis Turner    | T-Bird     |
| 1959 | Lee Petty        | Plymouth   |
| 1960 | Lee Petty        | Plymouth   |
| 1960 | Richard Petty    | Plymouth   |
| 1961 | Cotton Owens     | Pontiac    |
| 1961 | Joe Weatherly    | Pontiac    |
| 1962 | Rex White        | Chevrolet  |
| 1962 | Junior Johnson   | Chevrolet  |
| 1963 | Joe Weatherly    | Pontiac    |
| 1964 | David Pearson    | Dodge      |
| 1964 | Ned Jarrett      | Ford       |
| 1965 | Ned Jarrett      | Ford       |
| 1965 | Dick Hutcherson  | Ford       |
| 1966 | Dick Hutcherson  | Ford       |
| 1967 | Richard Petty    | Plymouth   |
| 1968 | Richard Petty    | Plymouth   |